# Championnat de France féminin de football américain
Cet article traite uniquement du championnat féminin. Pour le championnat masculin, voir Championnat de France de football américain
 (juin 2016).
Si vous disposez d'ouvrages ou d'articles de référence ou si vous connaissez des sites web de qualité traitant du thème abordé ici, merci de compléter l'article en donnant les références utiles à sa vérifiabilité et en les liant à la section « Notes et références ».
Le Championnat de France féminin de football américain, appelé Challenge féminin est une compétition sportive française de football américain en catégorie féminine, organisée depuis 2015 par la Fédération française de football américain (FFFA).
Elle est la seule compétition féminine officielle en France. Elle se déroule annuellement sous forme d'un championnat opposant les équipes féminines de catégorie senior. Il ne délivre pas officiellement le titre de champion de France, le nombre d'équipes inscrites étant trop faible. 
La saison débute en hiver et se termine au printemps suivant. La première journée de l'édition inaugurale a eu lieu le 28 mars 2015.
La FFFA met en place certains restrictions concernant les règles de jeu, afin de protéger les participantes et de permettre le développement de la discipline en France[réf. nécessaire].
Les Molosses d'Asnières ont remporté le challenge lors des quatre premières éditions. 
Les Lions de Bordeaux sont les tenants du titre (2019), les Molosses d'Asnières n'ayant pas été alignées au cours de la cinquième édition.
La saison 2019/2020 est annulée à la suite de la pandémie de Covid-19, alors que trois journées avaient été disputées.
La saison 2020/2021 est également annulée pour la même raison, et les saisons 2021/2022 et 2022/2023 ne voient pas non plus l'organisation d'une compétition, par manque d'équipes participantes.
La saison 2023/2024 voit à nouveau l'organisation du Challenge féminin refaire surface. Pour promouvoir la compétition, la FFFA décerne le Casque de Jade à l'équipe vainqueur du Challenge féminin à partir de cette même saison.

## Organisation du championnat
Entre 2015 et 2018, le Challenge Féminin est organisée en deux conférences : 
- Conférence Nord (composée en 2017 et en 2018 des poules A et B)
- Conférence Sud.

La phase de saison régulière est suivie d'une finale nationale entre les deux premiers de chaque conférence, le champion de conférence Nord étant auparavant déterminé par une finale entre les premiers des poules A et B.
En 2019, la formule évolue à la suite de trop nombreux forfaits de la part des équipes engagées. Les équipes inscrites s'affrontent désormais sous la forme d'un tournoi. Un classement par point est mis en place sans finale. Chaque équipe inscrite organise un tournoi à domicile et l'équipe ayant marqué le plus de points au classement général est sacrée vainqueur du Challenge Féminin.[réf. nécessaire].

### Les équipes en 2025
| Équipe     | Ville        | Fondation |
| ---------- | ------------ | --------- |
| Chevaliers | Orléans      | 2024      |
| Lions      | Bordeaux     | 2015      |
| Flash      | La Courneuve | 2016      |
| Ours       | Toulouse     | 2016      |

### Équipes inactives
- Vikings de Villeneuve-d'Ascq (2015-2016)
- Patriotes de Riedisheim (2015-2016)
- Argocanes (Argonautes d'Aix-en-Provence/Hurricanes de Montpellier/Blue Stars de Marseille) (2015-2016)
- Blue Stars de Marseille/Sharks de Valence (2015-2016)
- Entente Mariners/Black Lions/Comètes
- Alpine Thunders (Auvergne Rhône Alpes)
- Les Sirènes (PACA)
- Molosses (Asnières sur Seine)
- Barbera Rookies (Espagne)
- Dragons (Paris)
- West Coast (Grand Ouest)
- Valkyries (Tours)

## Palmarès
| Saison | Édition  | Date                                                 | Lieu                                                 | Vainqueur                                            | Score                                                | Finaliste                                            |
| ------ | -------- | ---------------------------------------------------- | ---------------------------------------------------- | ---------------------------------------------------- | ---------------------------------------------------- | ---------------------------------------------------- |
| 2015   | I (it)   | 2015                                                 | Stade Georges-Carcassonne, Aix-en-Provence           | Molosses d'Asnières                                  | 14 - 06                                              | Argocanes                                            |
| 2016   | II (it)  | 2016                                                 | Stade Léo-Lagrange, Asnières-sur-Seine               | Molosses d'Asnières                                  | 24 - 0                                               | Argocanes                                            |
| 2017   | III (it) | 2017                                                 | Stade Charles-Martin, Bordeaux                       | Molosses d'Asnières                                  | 34 - 14                                              | Lions de Bordeaux                                    |
| 2018   | IV (it)  | 10 juin 2018                                         | Stade Léo-Lagrange, Asnières-sur-Seine               | Molosses d'Asnières                                  | 44 - 0                                               | Lions de Bordeaux                                    |
| 2019   | V (it)   | Pas de finale                                        | Pas de finale                                        | Lions de Bordeaux                                    | -                                                    | -                                                    |
| 2020   | /        | Saison annulée à la suite de la pandémie de Covid-19 | Saison annulée à la suite de la pandémie de Covid-19 | Saison annulée à la suite de la pandémie de Covid-19 | Saison annulée à la suite de la pandémie de Covid-19 | Saison annulée à la suite de la pandémie de Covid-19 |
| 2021   | /        | Saison annulée à la suite de la pandémie de Covid-19 | Saison annulée à la suite de la pandémie de Covid-19 | Saison annulée à la suite de la pandémie de Covid-19 | Saison annulée à la suite de la pandémie de Covid-19 | Saison annulée à la suite de la pandémie de Covid-19 |
| 2022   | /        | Compétition non organisée                            | Compétition non organisée                            | Compétition non organisée                            | Compétition non organisée                            | Compétition non organisée                            |
| 2023   | /        | Compétition non organisée                            | Compétition non organisée                            | Compétition non organisée                            | Compétition non organisée                            | Compétition non organisée                            |
| 2024   | VI       | Pas de finale                                        | Pas de finale                                        | Chevaliers d'Orléans                                 | -                                                    | -                                                    |
| 2025   | VII      | Pas de finale                                        | Pas de finale                                        | Chevaliers d'Orléans                                 |                                                      |                                                      |

### Tableau d'honneur
| Club                 | N.T. | 1er Titre | D.Titre | N.F.P. | 1re D.F. | D.D.F | N.T.F |
| -------------------- | ---- | --------- | ------- | ------ | -------- | ----- | ----- |
| Molosses d'Asnières  | 4    | 2015      | 2018    | 0      | -        | -     | 4     |
| Chevaliers d'Orléans | 2    | 2024      | 2025    | 0      | -        | -     | 2     |
| Lions de Bordeaux    | 1    | 2019      | 2019    | 0      | 2017     | 2018  | 3     |
| Argocanes            | 0    | -         | -       | 0      | 2015     | 2016  | 2     |